# Karbala (película)
Karbala es una película dramática de guerra polaca de 2015 basada en hechos reales dirigida por el cineasta Krzysztof Łukaszewicz y ambientada durante la invasión de Irak de 2003. Retrata la defensa del Ayuntamiento de Karbala por parte de las fuerzas de estabilización polacas y búlgaras durante la rebelión chiita de 2004. La película se estrenó el 11 de septiembre de 2015.

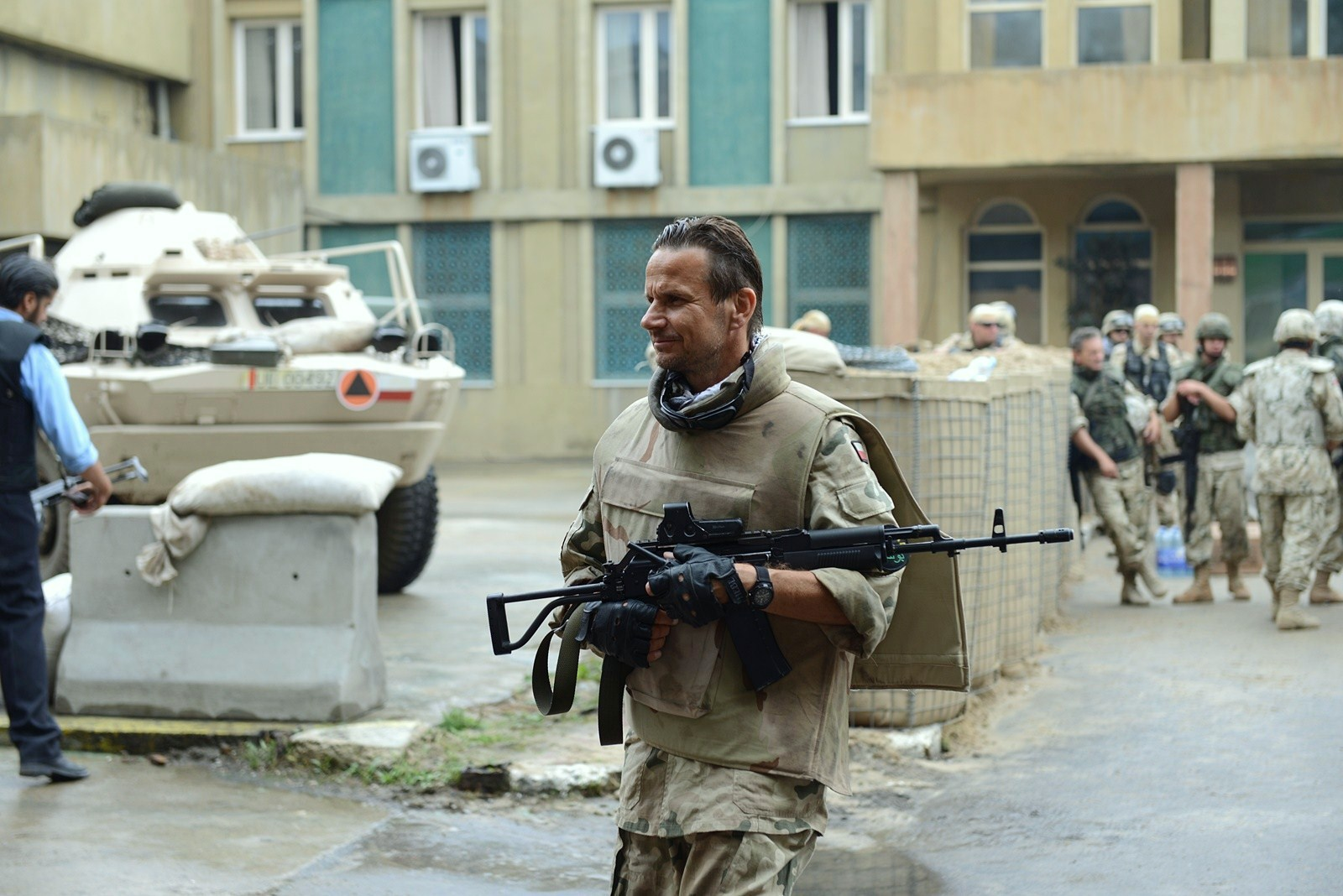
Bartłomiej Topa en el set de filmación de Karbala

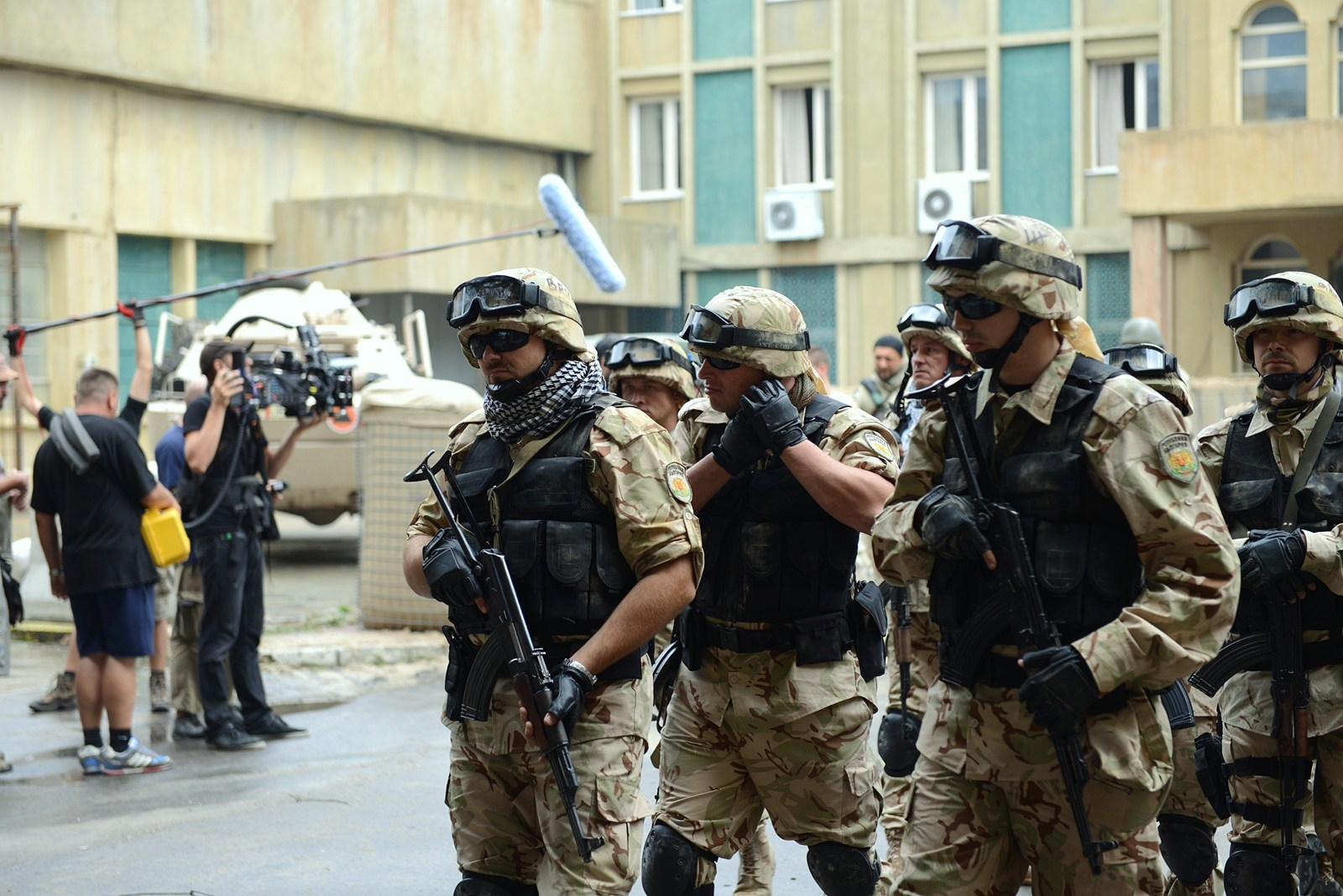
Plano fotográfico

## Reparto
- Bartłomiej Topa como Kalicki
- Antoni Królikowski como Kamil Grad
- Hristo Shopov como Getow
- Mikołaj Roznerski como Różdżyński "Rożen"
- Atheer Adel como Fraid
- Leszek Lichota como Malenczuk "Maly"
- Michał Żurawski como Waszczuk "Starszy"
- Tomasz Schuchardt como Sobanski
- Zbigniew Stryj como Dabek
- Piotr Żurawski como Waszczuk "Mlody"
- Łukasz Simlat como "X"
- Fátima Yazdani como Córka Farida

## Estreno
Karbala fue estrenada en cines el 11 de septiembre de 2015.

## Recepción
Karbala recibió en general reseñas mixtas a positivas de parte de la audiencia del sitio IMDb, donde los usuarios le asignaron una calificación de 6.1/10, sobre la base de más 1500 votos.